# Ołeksandr Tomach
Ołeksandr Ołeksandrowycz Tomach, ukr. Олександр Олександрович Томах, ros. Александр Александрович Томах, Aleksandr Aleksandrowicz Tomach (ur. 17 października 1948 w Mińsku, Białoruska SRR) – ukraiński piłkarz, grający na pozycji obrońcy, a wcześniej pomocnika, trener piłkarski.

## Kariera piłkarska

### Kariera klubowa
Wychowanek Szkoły Piłkarskiej w Czerniowcach. Pierwszy trener – Mychajło Pises. W 1967 rozpoczął karierę piłkarską w Bukowynie Czerniowce. W sierpniu następnego roku przeszedł do Metałurha Zaporoże. W latach 1976-78 bronił barw Dnipra Dniepropetrowsk, po czym powrócił do Metałurha Zaporoże. W zaporoskim klubie zakończył karierę zawodową.

## Kariera trenerska
Po zakończeniu kariery zawodniczej rozpoczął pracę trenerską. Jeszcze ucząc się w Wyższej Szkole Trenerskiej w Moskwie w 1981 objął stanowisko głównego trenera Metałurha Zaporoże. Z zaporoskim klubem pracował przez 8 lat, a w czerwcu 1988 przyjął propozycję prowadzenia Nywy Winnica. Przez problemy zdrowotne ojca w sierpniu 1990 był zmuszony wrócić do Zaporoża. Najpierw trenował prywatny klub Wiktor Zaporoże, który utrzymywał Wiktor Oharenko. We wrześniu 1994 został zaproszony na stanowisko głównego trenera Metałurha Zaporoże, który walczył o utrzymanie w Wyższej Lidze. Właśnie jemu udało się doprowadzić klub do okresu najlepszych wyników w historii. Ale po czterech lat przez problemy sercowe był zmuszony zmienić zawód na krzesło wiceprezesa klubu. W marcu 2003 wrócił do pracy trenerskiej w klubie Systema-Boreks Borodzianka, który prowadził do końca 2003. Następnie trenował Polissia Żytomierz, a od lipca 2004 Desnę Czernihów, z którym pracował do 7 maja 2007. Potem obejmował stanowisko dyrektora sportowego w sztabie szkoleniowym Arsenału Kijów. Latem 2009 przyjął propozycję prowadzenia Zachodnioukraińskiej Akademii Piłki Nożnej, pomagając trenować reprezentujący Akademię zespół Skała Morszyn. W sierpniu 2012 powrócił na stanowisko dyrektora sportowego Arsenału Kijów, w którym pracował do końca roku. W kwietniu 2012 objął stanowisko dyrektora sportowego Metałurha Zaporoże. 7 listopada 2014 po dymisji Ołeha Tarana po raz kolejny stał na czele Metałurha. 24 lutego 2015 został zmieniony na Anatolija Czancewa. Potem do czerwca 2015 pracował na stanowisku dyrektora sportowego.

## Sukcesy i odznaczenia

### Sukcesy klubowe
- mistrz Ukraińskiej SRR: 1970

### Sukcesy trenerskie
- mistrz Drugiej Lihi Ukrainy: 2006

### Odznaczenia
- tytuł Mistrza Sportu ZSRR: 1976